# Ye Fei
Ye Fei (Tiaong, Quezon, 7 mai 1914 - Pékin, 18 avril 1999, sinogrammes traditionnels 葉飛, sinogrammes simplifiés 叶飞) est un général chinois de l'Armée populaire de libération.

## Biographie
Ye Fei est né à Tiaong aux Philippines. Son père Yap Sun Uy était un marchand originaire de Nan'an, dans le Fujian, qui avait quitté la Chine en 1900 ; sa mère Francisca Mercado était une Philippine avec du sang espagnol (son père avait dû se convertir au catholicisme pour pouvoir l'épouser). Le nom philippin de Ye Fei, Sixto Mercado Tiongco, s'écrit en chinois 西思托·麥爾卡托·迪翁戈. Sa famille travaillait dans le commerce. En 1919, son père l'emmena avec son frère aîné Ye Qicun à Nan'an pour son éducation.
En mai 1928, Ye Fei entra dans la section de jeunesse du Parti communiste chinois. Après avoir terminé ses études, il travailla comme agent de renseignement pour la révolution communiste. En 1929, il obtint un poste de direction aux jeunesses communistes du Fujian, puis dans celles de Fuzhou. En mars 1932, à 18 ans, il est devenu membre du Parti communiste chinois. Il est parti ensuite dans l'est du Fujian pour participer à la lutte armée. Son frère Ye Qicun a été tué par le Kuomintang à la fin des années 1930.
Ye Fei a participé à la guerre civile chinoise et à la guerre sino-japonaise. En 1949, après la victoire communiste, il s'est consacré à l'élaboration de plans pour l'invasion de Taïwan, remportant notamment une victoire lors de la campagne de l'île de Dongshan en juillet 1953. Il a été nommé général en 1955.
Au cours de la révolution culturelle, il a été persécuté pour ses liens avec les Philippines, mais il a été réhabilité en 1975 et nommé ministre des transports de la République populaire de Chine, poste qu'il a occupé jusqu'en février 1979. À cette date, il a été nommé par Deng Xiaoping commissaire politique de la Marine chinoise (bien que n'ayant jamais servi dans cette arme auparavant). L'année suivante, il a été promu commandant en chef de la marine, et il l'est resté jusqu'en août 1982. De 1983 à 1993, il a été un des vice-présidents du Comité permanent de l'Assemblée nationale populaire (sixième et septième législatures).

## Rapports avec les Philippines
Sino-philippin, Ye Fei n'a jamais oublié son pays natal. Il possédait la double nationalité chinoise et philippine et a toujours conservé son acte de naissance et sa preuve de baptême. En 1989, il les a apportés lors d'une visite d'état sur l'île, où il s'est recueilli sur la tombe de ses parents à Tiaong et rencontré pour la première fois ses jeunes frères et sœurs, nés après son départ pour la Chine. L'année suivante, il a reçu l'ambassadeur des Philippines en Chine. Après sa mort dans un hôpital militaire de Pékin en 1999, celui-ci a prononcé son éloge funèbre.
Aux Philippines, son nom a été donné à un jardin public de Diyawang. L'association des commerçants sino-philippins a offert sa statue grandeur nature en bronze, inaugurée officiellement le 29 mars 2000 à Tiaong. Une école secondaire professionnelle de la ville a aussi été rebaptisée Ye Fei-college.